# Posłannictwo
Posłannictwo – starokatolickie pismo (organ) wydawane przez Polski Narodowy Kościół Katolicki, który od 1951 roku nosi nazwę: Kościół Polskokatolicki, w którym prezentowane były artykuły, reportaże i wiadomości z życia tegoż Kościoła.

## Historia
Czasopismo to powstało w lutym 1932 roku jako organ prasowy Polskiego Narodowego Kościoła Katolickiego, po przejęciu pisma "Polska Odrodzona" przez Polski Kościół Starokatolicki. Po II wojnie światowej "Posłannictwo" ukazało się 16 grudnia 1945 roku. Nosiło podtytuł "Tygodnik społeczno-religijny poświęcony polskiemu katolicyzmowi", a jego redakcja mieściła się w Warszawie przy ul. Hożej 31/2. W skład pierwszego powojennego zespołu redakcyjnego wchodzili: Józef Watra-Przewłocki, Mieczysław Rogalski, ks. Edward Narbuttowicz, ks. Walerian Kierzkowski i Edmund Lipecki. 
W lipcu 1946 roku redakcję i administrację przeniesiono do budynku przy ul. Szwoleżerów 4. Od numeru 3-4 z 24 lutego 1946 roku pismo wychodziło raz w miesiącu (podwójne numery), natomiast od numeru 19-20 z października 1946 roku rozpoczęło ukazywać się jako miesięcznik. W tym czasie od numeru 11-12 z czerwca 1946 roku zmieniono podtytuł na: "Czasopismo poświęcone sprawom religijnym, narodowym i społecznym". Kolejna zmiana podtytułu nastąpiła od numeru 2-3 z 1947 roku wraz z przeniesieniem redakcji do Krakowa. Gdy redaktorem pisma był ks. Zajączkowski, podtytułem pisma były słowa: "Organ Polsko-Katolickiego Kościoła Narodowego". Po przeniesieniu ks. Zajączkowskiego do placówki na Pomorze, redaktorem naczelnym pisma został ks. Eugeniusz Kriegelewicz, a następnie w latach 1949–1950 ks. Walerian Kierzkowski. W latach 1950–1951 pismo nosiło podtytuł "Organ Polskiego Narodowego Kościoła Katolickiego". W zgodnej opinii ludzi związanych z Kościołem Narodowym w okresie 1949–1950 bardzo ważnym członkiem kolegium redakcyjnego był ks. Edward Narbutt-Narbuttowicz. 
W 1951 roku redakcję gazety przeniesiono z Krakowa do Warszawy. Zamieszanie w Kościele spowodowane przetasowaniami personalnym spowodowało zawieszenie pisma na okres I połowy 1951 roku. Od numeru 5-7 1951 podtytuł czasopisma brzmi: "Organ Kościoła Polsko-Katolickiego w RP", od marca 1952 r. do końca 1953 r. - "Pismo ilustrowane", natomiast od numeru z dn. 1 maja 1954 r. - "Pismo poświęcone zagadnieniom religijnym, społecznym i kulturalnym". W 1957 roku pismo zmieniło nazwę na "Nasze Posłannictwo" - powodem zmiany była chęć poprawy wizerunku pisma, które w poprzednich latach zamieszczało zbyt przychylne ówczesnej władzy artykuły. Redaktorem naczelnym pisma został ks. Edward Narbutt-Narbuttowicz. 
W styczniu 1960 roku powrócono do nazwy "Posłannictwo", dodając w tytule "Miesięcznik poświęcony dziejom i doktrynie polskiego katolicyzmu". Zmieniono przy tym charakter periodyku. Odtąd miał on zawierać głównie obszerne opracowania dotyczące historii i doktryny Kościoła Narodowego. Redaktorem naczelnym został ks. Edward Bałakier. W 1960 roku charakter głównego pisma kościoła przejęła "Rodzina". Od 1971 roku ukazywał się jako kwartalnik teologiczno- filozoficzny. W 1990 roku zaprzestano wydawania "Posłannictwa". 

### Redaktorzy naczelni w latach 1945 - 1960
- 1945–1947 Józef Watra-Przewłocki
- 1947–1949 ks. bp Eugeniusz Kregielewicz
- 1949–1950 ks. Walerian Kierzkowski
- 1951–1956 ks. bp Eugeniusz Kregielewicz
- 1957–1960 ks. Edward Narbutt-Narbuttowicz
- od 1960 - ks. prof. dr hab. Edward Bałakier

### Miejsca wydania
- 1945–1947 Redakcja "Posłannictwa" Warszawa
- 1947–1951 Redakcja "Posłannictwa" Kraków
- 1951–1960 Kuria Biskupia Kościoła polsko-katolickiego w R.P.
- 1960–1967 Wydawnictwo Literatury Religijnej w Warszawie
- 1967–1969 Instytut Wydawniczy "Odrodzenie" w Warszawie
- 1969–1984 Zakład Wydawniczy "Odrodzenie" w Warszawie
- 1984–1990 Instytut Wydawniczy im. Andrzeja Frycza Modrzewskiego w Warszawie